# HMS Black Prince (81)
Lo HMS Black Prince (pennant number 81) fu un incrociatore leggero della Royal Navy britannica, entrato in servizio nel novembre 1943 come parte della classe Dido.
Attivo inizialmente nelle acque dell'Europa occidentale, l'incrociatore operò brevemente sulle rotte dei "convogli artici" prima di essere spostato nel canale della Manica per prendere parte alle operazioni navali precedenti e successive allo sbarco in Normandia del 6 giugno 1944. Nel luglio 1944 il Black Prince fu spostato nel mar Mediterraneo, prendendo parte agli sbarchi nel sud della Francia e alle operazioni nel Mar Egeo; dalla fine di ottobre 1944 l'incrociatore fu spostato nelle acque dell'Asia, partecipando alle operazioni della British Pacific Fleet contro l'Impero giapponese nell'oceano Indiano e a Okinawa fino alla fine della guerra.
Nel 1946 il Black Prince fu formalmente ceduto alla Nuova Zelanda entrando in forza alla Royal New Zealand Navy; ritrasferito sotto controllo britannico nel 1961, l'incrociatore fu subito radiato venendo infine venduto per la demolizione nel marzo 1962.

## Storia

### Operazioni nelle acque europee
Ordinata ai cantieri navali della Harland and Wolff di Belfast il 4 settembre 1939, la nave venne impostata il 1º dicembre seguente e quindi varata il 27 agosto 1942 con il nome di Black Prince ("Principe Nero" in lingua inglese) in onore di Edoardo il Principe Nero, comandante militare inglese dell'epoca della guerra dei cent'anni; fu la quinta unità della Royal Navy a portare questo nome. La nave entrò quindi in servizio il 20 o il 30 novembre 1943 venendo messa in forza al 10th Cruiser Squadron della Home Fleet di base a Scapa Flow; nel dicembre dello stesso anno l'incrociatore fu spostato a Plymouth per operare con le unità del Comando di Plymouth nel corso dell'operazione Tunnel, una campagna di attacchi al traffico navale tedesco nel canale della Manica, ma nonostante alcune sortite nel gennaio e nel febbraio 1944 non fece registrare alcun contatto con il nemico.
Alla fine di febbraio 1944 il Back Prince tornò a Scapa Flow per partecipare alle operazioni di scorta ai "convogli artici" lungo la rotta tra Regno Unito e Unione Sovietica. Il 22 febbraio l'incrociatore funse da nave ammiraglia della scorta del convoglio JW57, arrivato a Murmansk il 28 febbraio seguente; la nave rientrò quindi nel Regno Unito il 7 marzo scortando il convoglio di rientro RA57. Subito dopo il Black Prince tornò a Plymouth per riprendere con le incursioni al traffico tedesco dell'operazione Tunnel; dopo una sortita andata a vuoto il 23 marzo e un bombardamento delle posizioni costiere tedesche sull'Île-de-Batz il 25 marzo, il 26 aprile l'incrociatore partecipò con i cacciatorpediniere della 10th Destroyer Flotilla a uno scontro con unità navali tedesche nella Manica nel corso del quale i britannici colarono a picco la torpediniera T29. All'inizio di maggio il Black Prince fu assegnato alla flotta d'invasione assemblata in vista dell'imminente sbarco degli Alleati nel nord della Francia, svolgendo varie esercitazioni di bombardamento costiero nelle acque della Scozia; a partire dal 6 giugno 1944, giorno dello sbarco in Normandia, il Black Prince operò quindi in supporto dei reparti terrestri statunitensi sbarcati a Utah Beach bombardando con i suoi grossi calibri le posizioni tedesche. Verso la fine del mese l'incrociatore rientrò a Tyne per svolgere lavori di manutenzione, alla fine dei quali nel luglio seguente si spostò a Gibilterra per andare a operare nel teatro bellico del mar Mediterraneo in forza al 15th Cruiser Squadron.
Il 15 agosto 1944 il Black Prince prese parte agli sbarchi anfibi alleati nel sud della Francia (operazione Dragoon) coprendo con i suoi grossi calibri lo sbarco dei reparti della 3rd Infantry Division statunitense, bombardando poi nei giorni seguenti varie postazioni tedesche lungo le coste della Provenza. Ai primi di settembre l'incrociatore fu spostato nel settore del Mar Egeo, supportando le operazioni di sbarco delle forze alleate nelle isole della regione e cercando di intercettare i convogli intenti a evacuarne le guarnigioni tedesche; dopo aver bombardato la base aerea tedesca di Maléme a Creta il 29 settembre, il 15 ottobre il Black Prince protesse lo sbarco dei reparti britannici nel porto del Pireo sulla terraferma greca.

### Operazioni nelle acque asiatiche
Il 25 ottobre 1944 l'incrociatore ricevette l'ordine di trasferirsi via canale di Suez a Trincomalee a Ceylon, entrando quindi in forza alla British Pacific Fleet britannica attiva contro i giapponesi nel teatro dell'Oceano Indiano nella seconda guerra mondiale. Nei mesi seguenti l'incrociatore fece quindi da corta ai gruppi di portaerei e navi da battaglia alleati impegnati a bombardare le installazioni industriali e portuali di Sumatra, conducendo attacchi il 20 novembre (operazione Outflank), il 17 dicembre (operazione Robson), il 4 gennaio 1945 (operazione Lentil) e il 24 gennaio (operazione Meridian). In febbraio il Black Prince si spostò a Sydney in Australia per unirsi alle forze della United States Fifth Fleet: raggiunta la base avanzata di Ulithi il 20 marzo, ne ripartì il 23 marzo come parte di una squadra navale britannica incaricata di supportare le truppe statunitensi impegnate nell'invasione anfibia di Okinawa. Tra la fine di marzo e la fine di maggio 1945 il Black Prince operò quindi nelle acque comprese tra l'arcipelago delle Ryūkyū e l'isola di Formosa, conducendo missioni di scorta e bombardamento costiero e sfuggendo varie volte ad attacchi di velivoli kamikaze giapponesi.
Dopo un periodo di riposo e manutenzione a Sydney, il 28 giugno il Black Prince salpò con il resto della British Pacific Fleet per raggiungere la base di Manus e unirsi alle forze della United States Third Fleet. A partire dal 6 luglio l'incrociatore operò con il resto della flotta al largo delle coste del Giappone stesso, coprendo gli attacchi aerei delle portaerei contro le installazioni industriali nemiche; la nave rimase nelle acque nipponiche fino al 12 agosto, rientrando quindi con il resto della flotta britannica a Manus per rifornirsi. L'incrociatore fu sorpreso a Manus dalla notizia della resa del Giappone il successivo 15 agosto, e il 27 dello stesso mese raggiunse Hong Kong per presenziare alla rioccupazione della città da parte dei britannici.

### Il dopoguerra
Dopo la conclusione del conflitto il Black Prince rimase nelle acque dell'Estremo Oriente; il 1º luglio 1946 l'incrociatore venne formalmente ceduto alla Nuova Zelanda, entrando quindi in forza alla Royal New Zealand Navy mantenendo l'identico nome. L'unità rimase in servizio con i neozelandesi, senza partecipare a eventi particolari, fino al 1º aprile 1961, quando fu formalmente restituita al controllo della Royal Navy venendo però subito posto in riserva; radiato dal servizio attivo già nel novembre 1961, l'incrociatore fu venduto per la demolizione il 2 marzo 1962, lasciando Auckland il 5 aprile seguente per raggiungere i cantieri di Osaka in Giappone dove lo scafo fu poi smantellato.